# Nicholas Tritton
Nicholas Tritton (Perth, 20 de julho de 1984) é um judoca do Canada.

## Medalhas
- Ouro no Campeonato Pan-Americano de 2010
- Bronze nos Jogos Pan-Americanos de 2007